# بلاوولت (نیویورک)
بلاوولت (به انگلیسی: Blauvelt) یک منطقهٔ مسکونی در ایالات متحده آمریکا است که در شهرستان راکلند، نیویورک واقع شده‌است. بلاوولت ۱۲٫۰ کیلومتر مربع مساحت و ۵٬۶۸۹ نفر جمعیت دارد و ۶۱ متر بالاتر از سطح دریا واقع شده‌است.